# Zeugophora cribrata
Zeugophora cribrata is een keversoort uit de familie halstandhaantjes (Megalopodidae). De wetenschappelijke naam van de soort werd in 1974 gepubliceerd door Chen.